# Spółdzielnia „Pionier”
Spółdzielnia „Pionier” – prudnickie przedsiębiorstwo zajmujące się produkcją metalowych i plastikowych elementów dla przemysłu motoryzacyjnego. Pod koniec 2017 roku pracowało tu 167 osób.
Produkowane części samochodowe w „Pionierze” użytkuje się w Japonii, Brazylii, Meksyku, Niemczech, Turcji, na Węgrzech, we Francji i we Włoszech.

## Historia
Spółdzielnia została założona w 1951 roku jako przedsiębiorstwo produkujące wyroby rynkowe. W latach sześćdziesiątych produkcja została zwrócona ku branży metalowej. Firma na początku dostarczała części samochodowe do  Zakładu Samochodów Dostawczych w Nysie, Fabryki Samochodów Małolitrażowych w Tychach i Fabryki Samochodów Ciężarowych w Lublinie. W roku 1995 „Pionier” nawiązał trwałą współpracę z takimi firmami jak FCA Poland czy Faurecia. Obecnie firma produkuje komponenty do takich marek samochodów jak: Ford, Fiat, Volkswagen, Bentley, Toyota, Audi, Lancia, BMW, Mini, Peugeot, Porsche, Citroen, Suzuki, Volvo, Saab, Hyundai, Abarth.

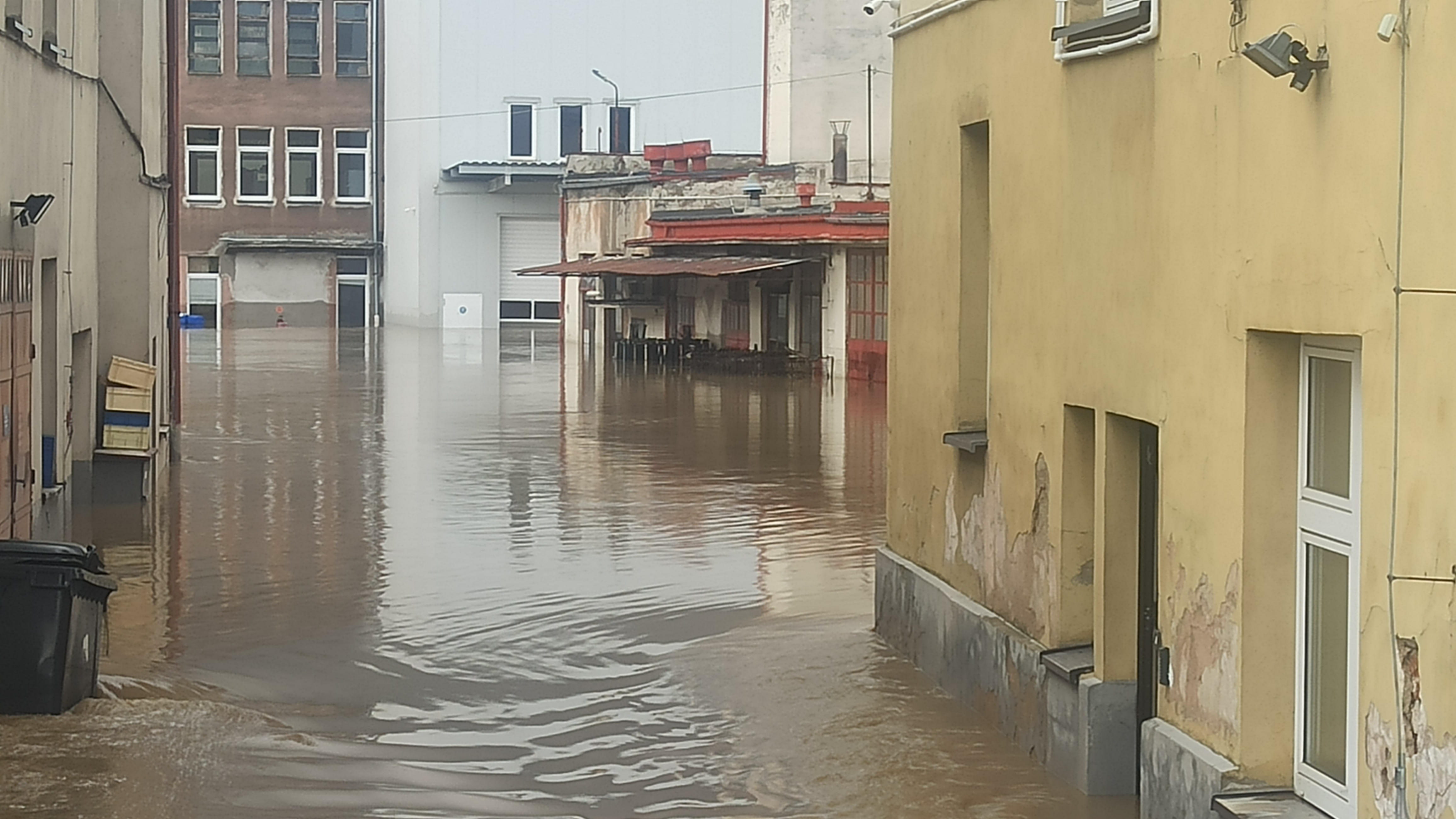
Teren zakładu zalany podczas powodzi w 2024

Wydziały produkcyjne oraz park maszynowy „Pioniera” zostały zalane podczas powodzi 14 września 2024. Zakład oszacował wstępny rozmiar szkód na około 14 milionów zł.

## Nagrody
Spółdzielnia „Pionier” otrzymała wiele nagród. Między innymi: Diamenty miesięcznika Forbes 2010 i 2017, Zasłużony dla miasta i gminy Prudnik, Pracodawca Fair Play, Laury umiejętności i kompetencji, Gazela Biznesu 2009, Panteon Polskiej Ekologii 2003, III miejsce w konkursie „Pracodawca organizator pracy bezpiecznej 2003”, Najwyższa Jakość Quality International 2017, Opolska Nagroda Jakości i Róża Pogranicza.